# عصر الشباب
عصر الشباب (هانغل:청춘시대) مسلسل دراما كوري جنوبي من بطولة هان سنغ يون وري هوايونغ. عرض المسلسل على قناة جي تي بي سي في 22 تموز 2016.

## القصة
الدراما تتحدث عن المشاكل التي تواجه المرأة العصرية سواء كانت في المواعدة أو العلاقات الجنسية أو العلاقات الشخصية، يون جين ميونغ فتاة مشغولة وتدعم نفسها مالياً و دراسياً، تعاني من قلة النوم بينما جونغ يي ايون مكرسة لحبيبها وهي صريحة بشأن ما يعجبها ولا يعجبها وسونغ جي ون تمتلك شخصية مرحة وتحب أن تشرب وكانغ يي نا مشهورة بسبب جمالها و مظهرها ويو ايون جاي إنها خجولة لكن تمتلك ذوق مميز في الرجال.

## الممثلون
- هان يي ري بدور يون جين ميونغ.
- هان سنغ يون بدور جونغ يي ايون.
- بارك ايون بين بدور سونغ جي ون.
- ري هوايونغ بدور كانغ يي نا.
- بارك هي سو بدور يو ايون جاي.

## روابط خارجية
- عصر الشباب على موقع IMDb (الإنجليزية)
- عصر الشباب على موقع روتن توميتوز (الإنجليزية)
- عصر الشباب على موقع نتفليكس (الإنجليزية)
- عصر الشباب على موقع كينوبويسك (الروسية)
- عصر الشباب على موقع قاعدة بيانات الفيلم (الإنجليزية)